# Ben Nevis
Ben Nevis (1345 m n. m.), skotskou gaelštinou Beinn Nibheis, je nejvyšší hora Spojeného království Velké Británie a Severního Irska. Nachází se v západní části pohoří Grampiany ve Skotsku, 10 km jihovýchodně od města Fort William. S nadmořskou výškou 1 345 m (4 413 stop) patří mezi tzv. Munros, což jsou skotské hory vyšší než 3 000 stop.
Mezi turisty a horolezci je známý jako „Ben“ a ročně přiláká kolem 100 000 návštěvníků, z nichž asi tři čtvrtiny používají k výstupu zrekonstruovanou koňskou stezku z údolí Glen Nevis na jižní straně hory. Horolezce nejvíce láká 700 metrů vysoká stěna na severní straně, která patří mezi nejvyšší skalní stěny ve Spojeném království.

## Geografie
Ben Nevis tvoří se svým severovýchodním vrcholem Càrn Mòr Dearg propojený masiv. Obě hory patří mezi 8 nejvyšších britských hor dosahujících přes 4 000 stop (1 219 m n. m.). Západní a jižní svahy se zvedají o 1 200 m na asi 2 km od dna údolí Glen Nevis a představují nejdelší a nejprudší svahy v celé Británii. Naopak severní svah spadá o pouhých 600 m do Coire Leis.

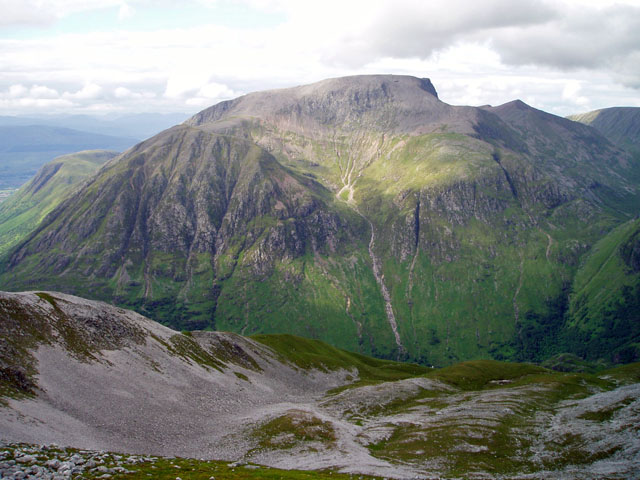
Strmá jižní strana hory Ben Nevis z Sgurr a' Mhaim.

Vedle hlavního vrcholu s nadmořskou výškou 1 345 m má Ben Nevis ještě další dva vedlejší vrcholy, oba se nazývají Càrn Dearg (Červený kopec). Vyšší z nich, zmíněný Càrn Mòr Dearg (Velký červený kopec, 1 221 m n. m.), leží na severovýchodě a bývá při pohledu z Fort William často zaměňován za vlastní Ben Nevis. Druhý Càrn Dearg (1 020 m n. m.) ční nad údolím Glen Nevis na severozápadní straně. Dále na západě leží nižší hora, Meall an t-Suidhe (711 m n. m.). V sedle mezi ní a Ben Nevis leží malé jezero Lochan an t-Suidhe. Oblíbená turistická trasa z údolí Glen Nevis vede po boku Meall an t-Suidhe a poté vystupuje na západní svahy Ben Nevis.

### Geologie
Jde o vulkán, který prorazil vrstvy metamorfovaných břidlic asi před 350 miliony lety. Po vyprázdnění magmatického krbu se vulkán zřítil sám do sebe a zanechal po sobě masivní horu s poměrně plochým vrcholem tvořenou žulou a čedičem.

### Podnebí
Nadmořská výška, poloha a reliéf jsou příčinou převažujícího špatného počasí, které může nevhodně vybavené turisty zaskočit. Podle pozorování observatoře, která zde na vrcholu stála v letech 1883–1904, byla mlha přítomná asi v 80 % času v době od ledna do července a v 55 % času mezi květnem a červnem. Průměrné zimní teploty se pohybovaly kolem −5 °C a průměrná roční teplota kolem −0,5 °C. V průměru se na vrcholu každoročně vyskytne 261 bouřek a spadne zde asi 4 350 mm srážek, což je velmi mnoho ve srovnání s 2 050 mm v blízkém městě Fort William a 600 mm v Inverness či v Londýně. Srážky jsou v zimě ve srovnání s jarem a létem dvojnásobné. Sníh se může vyskytovat po celý rok, obzvláště na severní straně.

## Historie
První doložený výstup na vrchol uskutečnil 17. srpna 1771 botanik James Robertson, který v této oblasti sbíral botanické vzorky. Další výstup se zdařil v roce 1774 Johnu Williamsovi, ten přinesl první informace o geologickém složení hory. Teprve v roce 1847 byla hora oficiálně uznána jako nejvyšší v Británii, vyšší než její jiný skotský rival, Ben Macdui (1 309 m n. m.). Observatoř na vrcholu byla vybudována v létě 1883 a zůstala v provozu 21 let. První schůdná cesta vznikala zároveň s observatoří a umožňovala dopravu zásob na koních. Po otevření stezky a observatoře se staly výstupy na Ben Nevis velice oblíbenými, obzvláště poté, co byla do města Fort William přivedena v roce 1894 železnice. Přibližně v téže době se objevily první návrhy na ozubnicovou železnici vedoucí na vrchol, žádný z nich však nebyl uskutečněn. V roce 2000 byly pozemky pokrývající jižní stranu hory a vrchol zakoupeny charitativní organizací Scottish Conservation Charity.

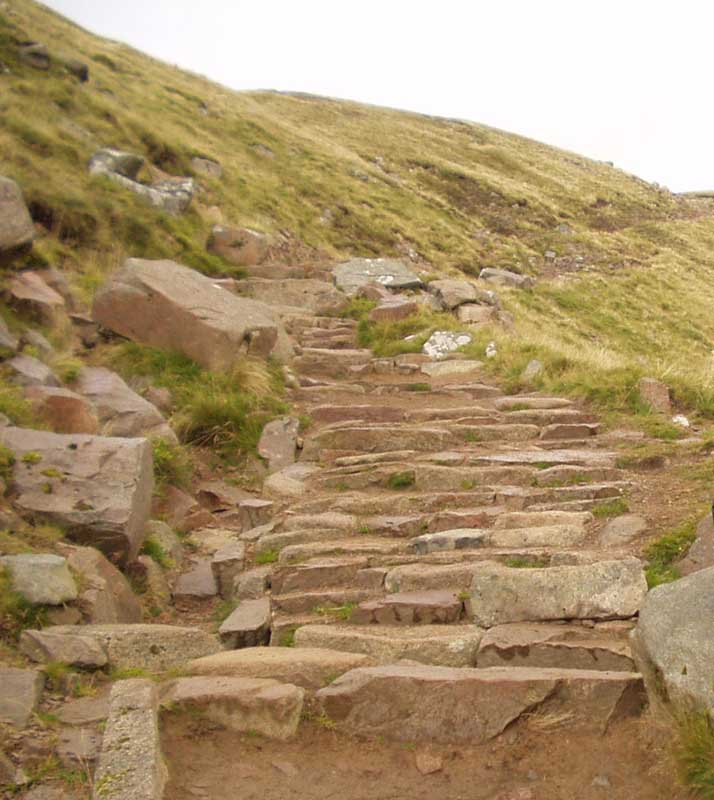
Spodní částí cesty Ben Path projde 75 tisíc turistů ročně.

## Výstup

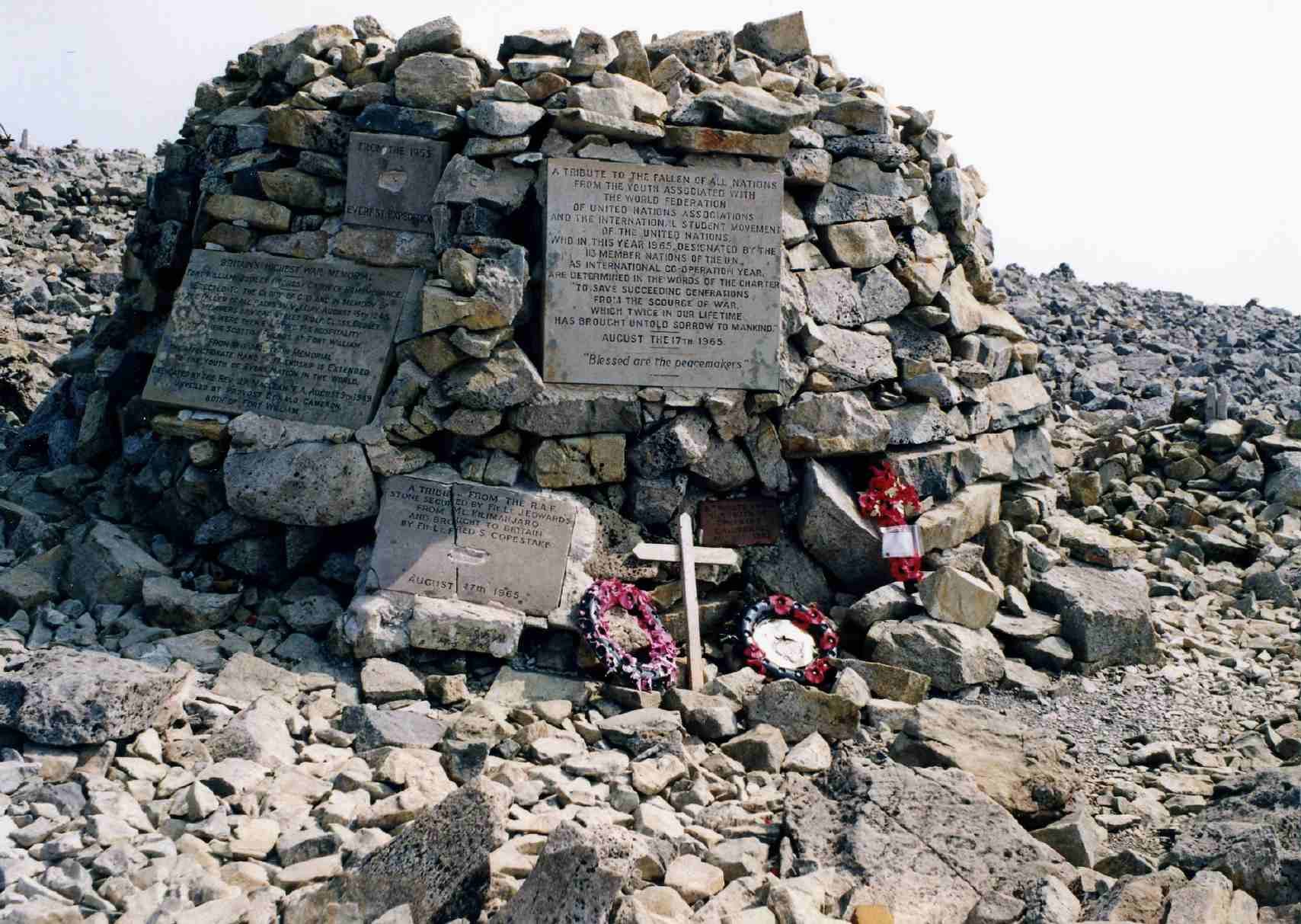
Válečný památník na vrcholu

Koňská stezka, zbudovaná v roce 1883 (známá také jako Ben Path, Mountain Path nebo Tourist Route), zůstává dodnes nejjednodušším a nejoblíbenějším výstupem. Začíná v Achintee na východní straně údolí Glen Nevis, zhruba 2 km od centra města Fort William v nadmořské výšce asi 20 m. Cestu ze západní strany údolí k tomuto výchozímu bodu výstupu zkracují mosty od informačního centra a hostelu. Cesta prudce stoupá k sedlu u jezera Lochan Meall an t-Suidhe (570 m n. m.), dalších 700 výškových metrů se vine v serpentinách po kamenném západním úbočí Ben Nevis. Nejvyšší místo je označeno mohutnou, pevně zbudovanou kamennou mohylou, na jejímž vrcholu je umístěn triangulační bod.
Výstup na Ben Nevis je součástí Three Peaks Challenge, spočívající ve výstupu na 3 vrcholy jednotlivých britských zemí – skotský Ben Nevis (1 344 m n. m.), anglický Scafell Pike (978 m n. m.) a velšský Snowdon (1 085 m n. m.). Výstupové trasy jsou předepsané a pro splnění tohoto vytrvalostního cíle je třeba stihnout všechny tři výstupy do 24 hodin, přičemž do tohoto času se započítávají i přesuny autem.

## Vrchol
Vrchol hory tvoří rozsáhlá kamenná plošina o výměře asi 40 hektarů, kde leží ruiny budovy meteorologické observatoře. Na zbytku věže observatoře je zbudován nouzový přístřešek pro turisty zaskočené špatným počasím. Vedle observatoře je památník obětem druhé světové války. Z vrcholu je za dobrého počasí daleko vidět, až do vzdálenosti 190 km.

## Původ jména
„Ben Nevis“ je poangličtěnou verzí jména Beinn Nibheis ze skotské gaelštiny. Zatímco beinn je nejčastějším gaelským slovem pro „horu“, nibheis je chápáno různě, ačkoliv je jméno obvykle překládáno jako „zlomyslná“ nebo „vzteklá hora“. Podle jiného výkladu je Beinn Nibheis odvozeno z beinn-neamh-bhathais, z neamh „nebe, mraky“ a bathais „vrchol lidské hlavy“. Doslovný překlad by v tomto případě byl „hora, která má hlavu v oblacích“, ačkoliv překlad „nebeská hora“ se také často užívá.

## Fotogalerie

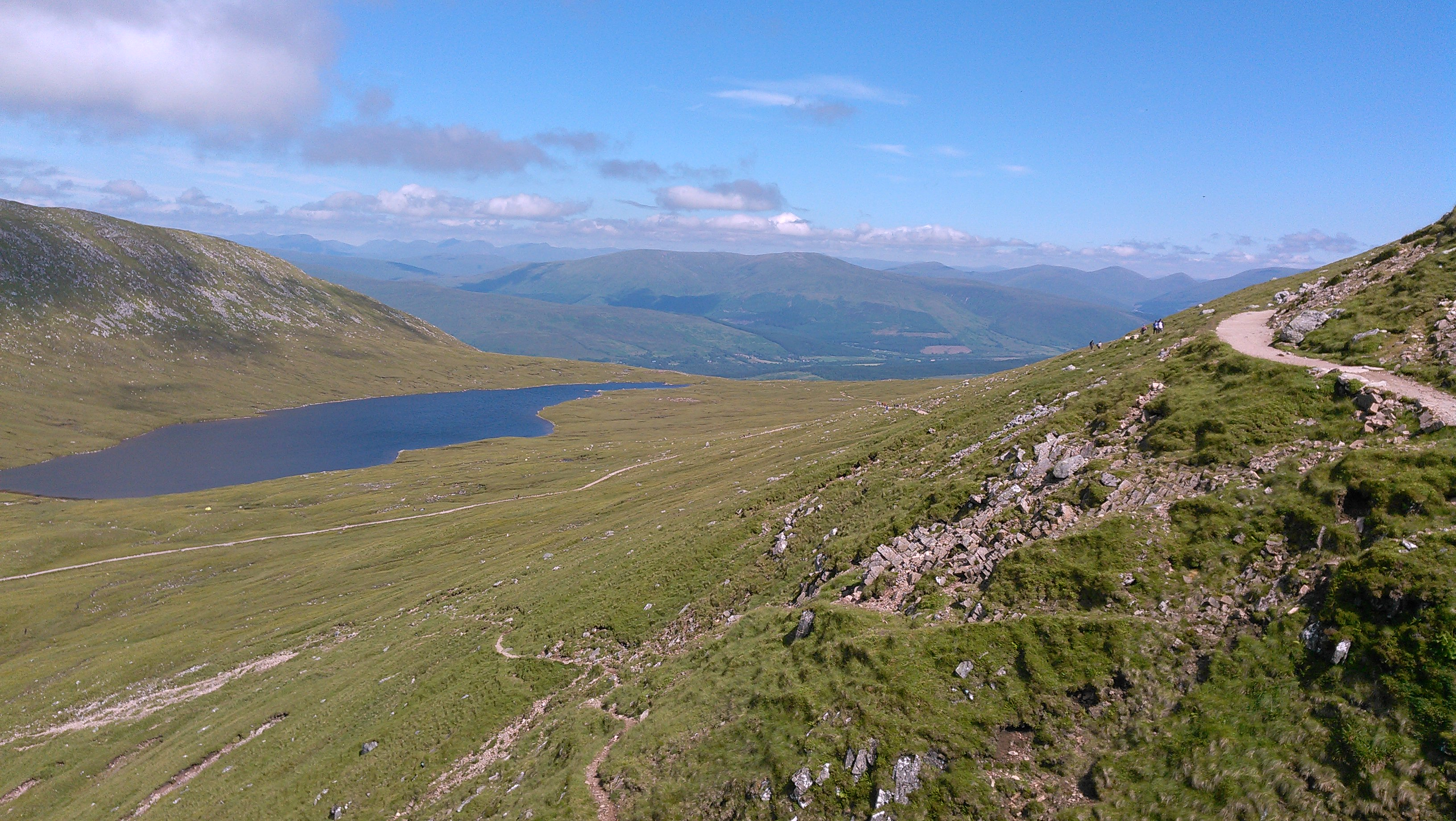
Výstup na Ben Nevis.
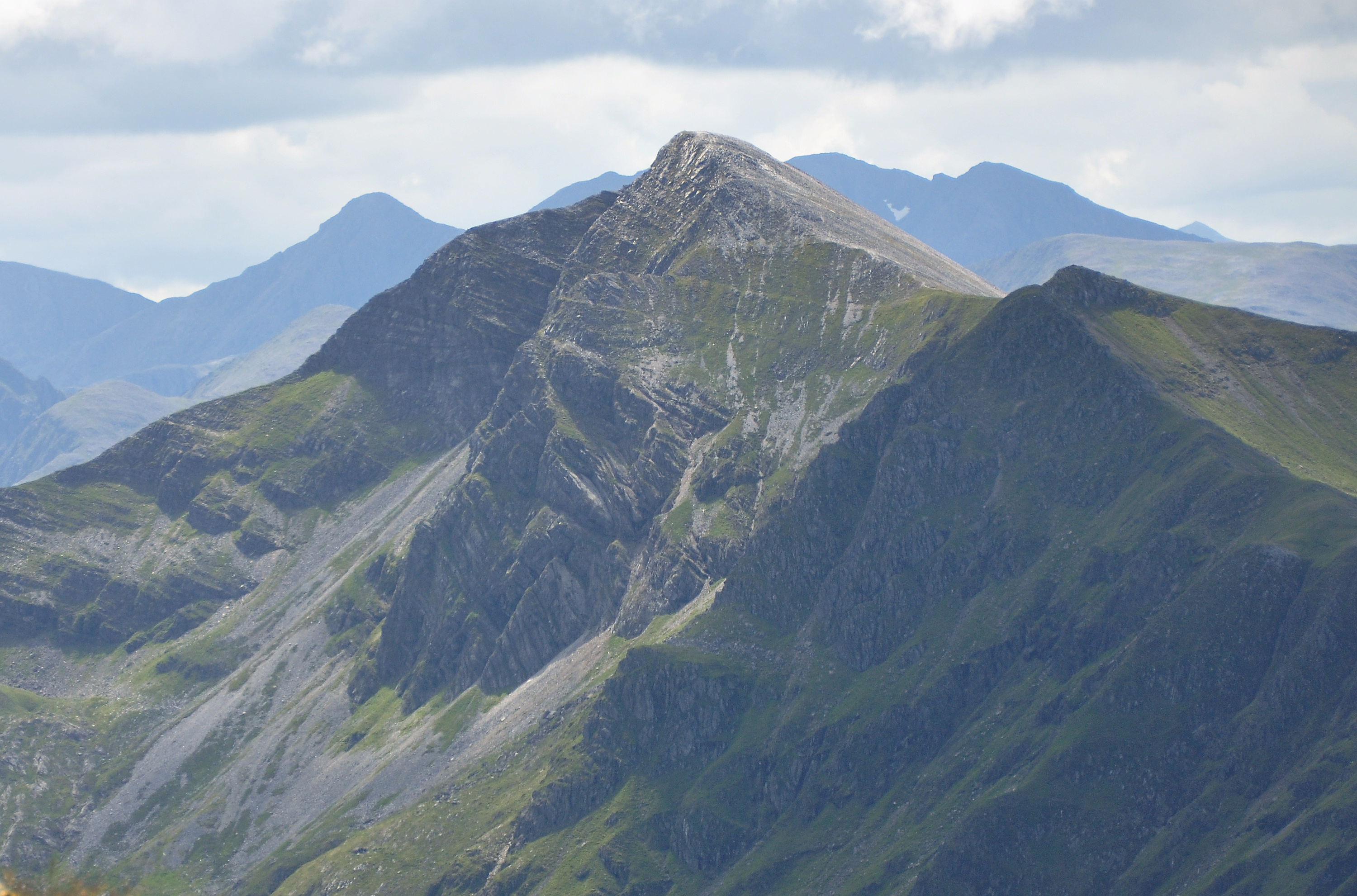
Pohled z Ben Nevis.
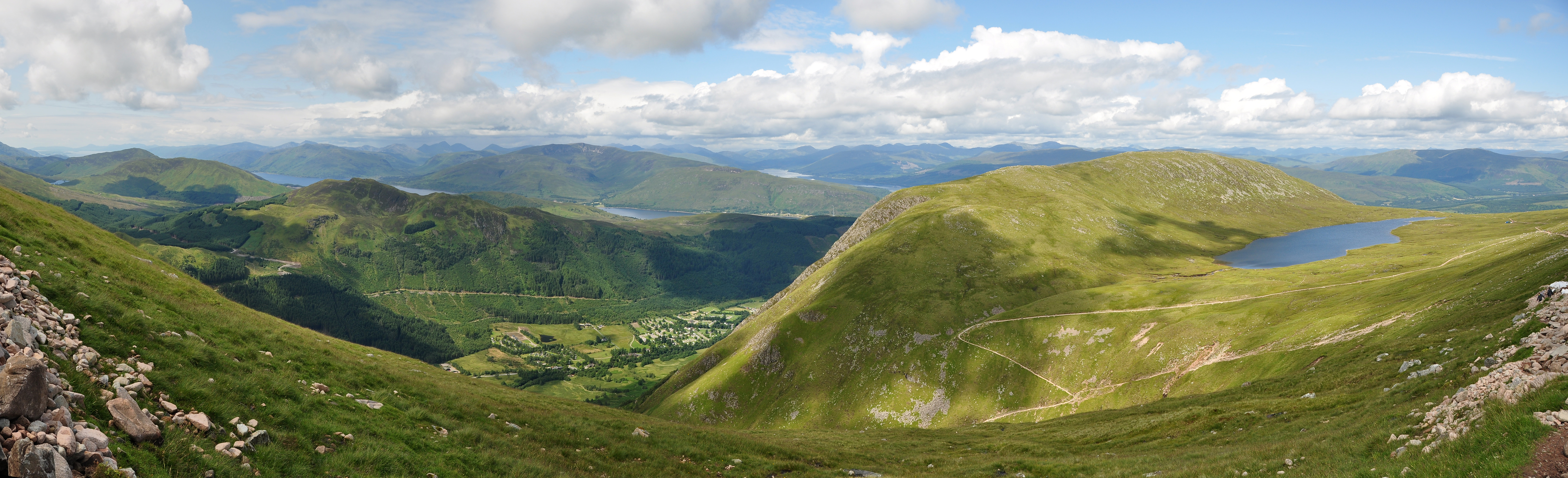
Ben Nevis panorama.
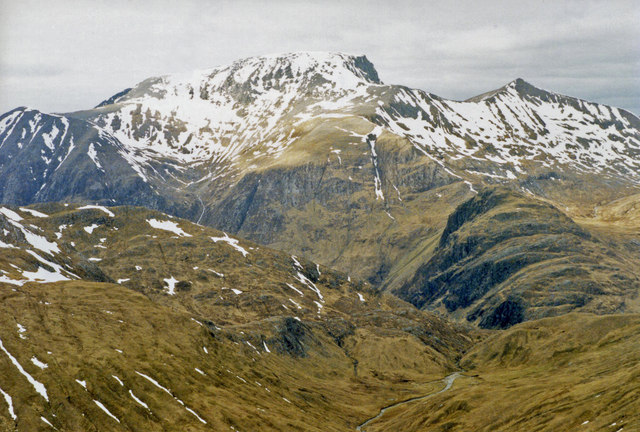
Ben Nevis.
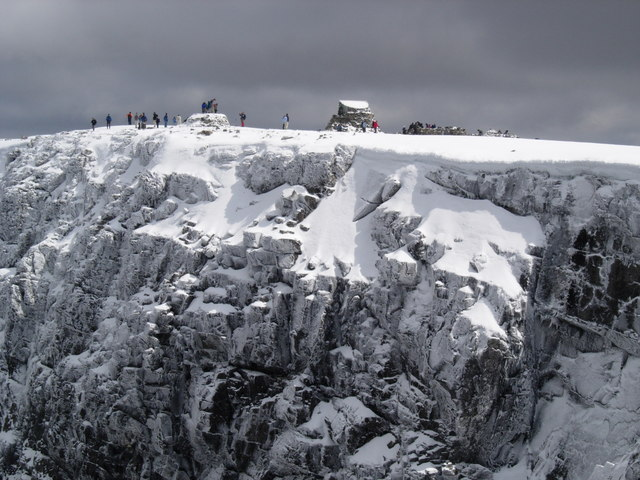
Vrcholek Ben Nevis v zimě.
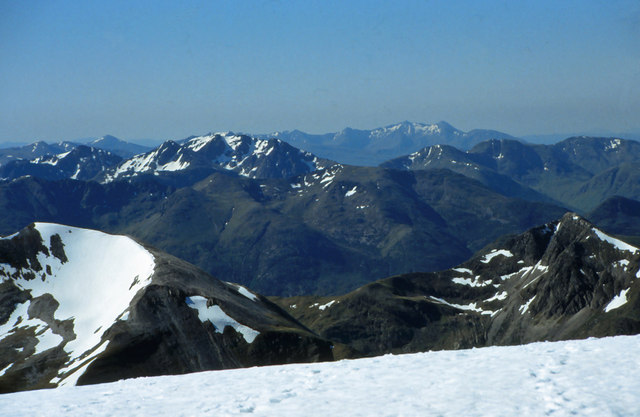
Rozhledy z Ben Nevisu.